# Edward Zielski
Edward Zielski (ur. 12 lutego 1947 w Brodnicy) − polski duchowny katolicki, od 1980 pracujący w Brazylii, biskup diecezjalny São Raimundo Nonato w latach 2016–2023, od 2023 biskup senior Diecezji São Raimundo Nonato. 

## Życiorys
Urodził się 12 lutego 1947 w Brodnicy. W latach 1965–1972 studiował w Wyższym Seminarium Duchownym w Pelplinie. 21 maja 1972 został wyświęcony na prezbitera przez biskupa Bernarda Czaplińskiego, biskupa pomocniczego chełmińskiego.
W latach 1972–1974 pracował jako wikariusz w parafii Podwyższenia Krzyża Świętego w Osiu, następnie w Gdyni. W 1980 wyjechał do pracy duszpasterskiej do Brazylii, gdzie jego pierwszą placówką duszpasterską była parafia Chrystusa Króla w Blumenau. W latach 1983–1985 był proboszczem parafii Central w diecezji Irecê, a w latach 1985-1990 – parafii katedralnej tejże diecezji. Od listopada 1990 kierował parafią św. Antoniego w Ibimirim w diecezji Floresta. W 1997 został proboszczem parafii Matki Bożej Zdrowia w Tacaratu.
2 lutego 2000 papież Jan Paweł II prekonizował go biskupem diecezjalnym diecezji Campo Maior. Święcenia biskupie otrzymał 7 maja 2000. Głównym konsekratorem był Czesław Stanula, biskup diecezjalny Itabuny, a współkonsekratorami Jan Bernard Szlaga, biskup diecezjalny pelpliński i Abel Alonso Núñez, biskup senior Campo Maior. Diecezja ta, położona w północno-wschodniej Brazylii (w stanie Piauí), liczyła w tym czasie 28 księży i 33 osoby zakonne, a polski duchowny był jej drugim ordynariuszem od chwili utworzenia w 1976.
2 marca 2016 papież Franciszek przeniósł go na urząd biskupa diecezjalnego São Raimundo Nonato. Ingres do katedry w São Raimundo Nonato odbył 2 kwietnia 2016. 19 lipca 2023 papież Franciszek przyjął jego rezygnację z urzędu biskupa diecezjalnego. 
W 2008 był współkonsekratorem podczas sakry biskupa diecezjalnego Oeiras Juareza Sousy da Silvy.